# Château Malromé
Le château (de) Malromé se situe sur la commune de Saint-André-du-Bois, dans le département français de la Gironde. Il était une des demeures familiales du peintre Henri de Toulouse-Lautrec.

## Historique

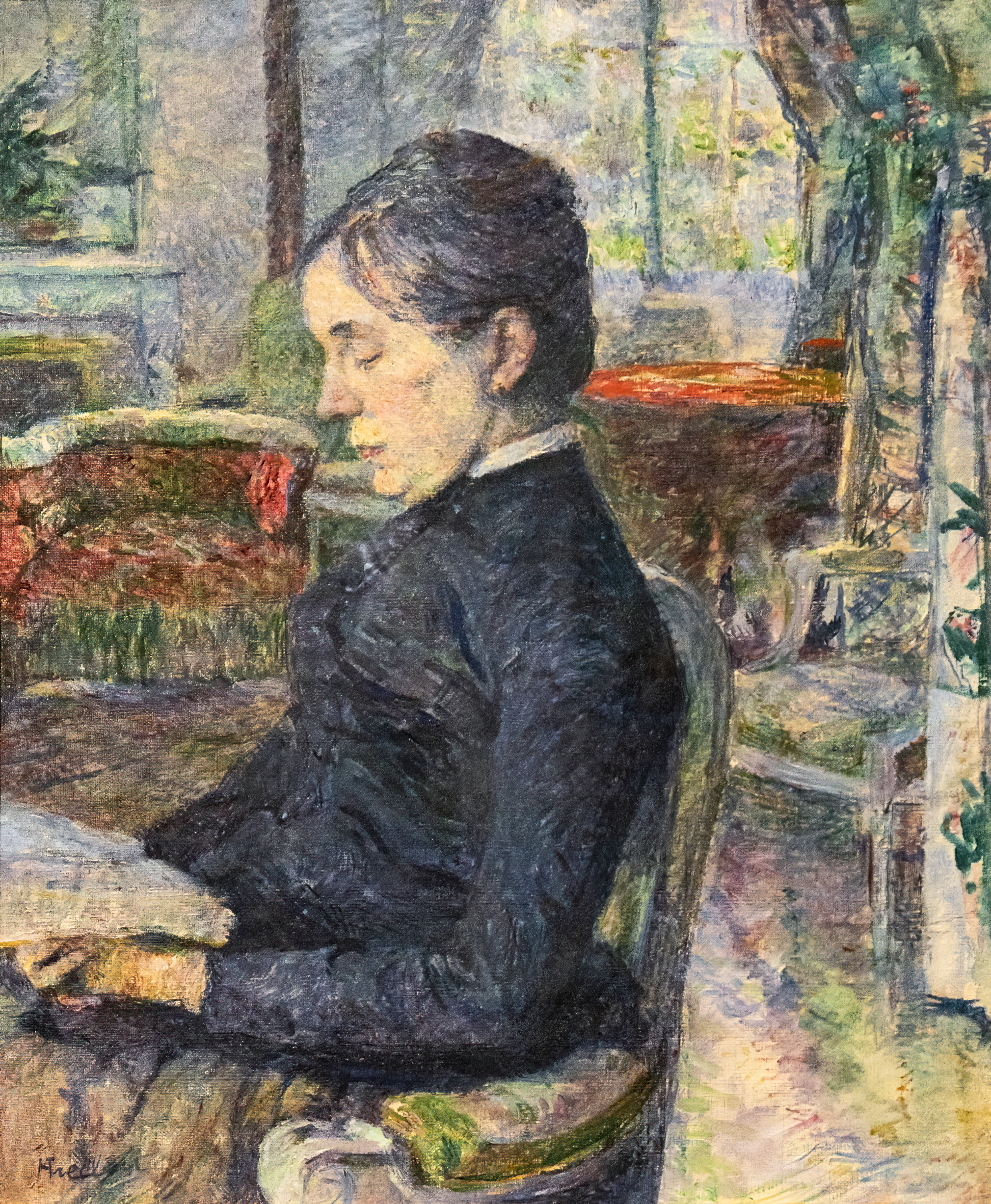
La Comtesse Adèle de Toulouse-Lautrec dans son salon au château Malromé, en 1887.

Les premières traces du château et de son vignoble remontent au XVIe siècle avec la construction de la « maison noble de Taste » par Étienne de Rostéguy de Lancre, membre du Parlement de Bordeaux, seigneur de Saint-Macaire et de Rauzan.
Vers 1780, le château de Taste est acquis par Catherine de Forcade, veuve de Jean-Baptiste de Geneste, baron de Malromé, qui lui donnera ce nom. Ils n'eurent pas d'enfants.
En 1847 il est transmis à ses petits-neveux, Adolphe de Forcade Laroquette, président du Conseil d'État sous Napoléon III, et à son demi-frère, le maréchal Armand Jacques Leroy de Saint-Arnaud, gouverneur de Paris et ministre de la Guerre, qui feront restaurer le château « d'après Viollet-le-Duc ».
Après la mort d'Adolphe (1874), sa veuve, née Adélaïde Fergusson, vend en 1883 le domaine viticole, éprouvé par la crise du phylloxéra, à la comtesse Adèle de Toulouse-Lautrec (1841-1930). Celle-ci est attirée par sa proximité avec le château de Respide où réside sa cousine Cécile Bourlet de Saint-Aubin, épouse d'Ernest Pascal. Dès son acquisition, la comtesse de Toulouse-Lautrec, en gestionnaire avisée, fait replanter son vignoble en porte-greffes américains résistants au phylloxéra. Son fils, le célèbre peintre Henri, découvre le château à 19 ans, et s'y plait beaucoup. Chaque année, il y effectue de longs séjours durant l'été. Il peint sans relâche et, pour se détendre, rame et tire à l'arc avec des engins envoyés par son père.[réf. nécessaire]
Il y termina son existence et y  mourra le 9 septembre 1901, âgé de 37 ans, avant d'être inhumé au cimetière de Verdelais, où sa mère le rejoindra 29 ans plus tard, en 1930.
Au décès de la Comtesse Adèle de Toulouse-Lautrec, et faute d’héritier direct, Malromé est vendu par ses neveux à Georges Séré de Rivière, en 1933. D’autres propriétaires se succèderont par la suite (notamment Gabriel Seynat, puis André Sagne, industriel à la Réole, qui l'ouvre au public en 1984) jusqu’au rachat en 2013 par le propriétaire actuel, Monsieur Kim Valéry Huynh, promoteur du luxe français en Asie, qui, avec ses deux filles, en a entrepris la restauration et la mise en valeur.
Le Château Malromé a reçu le 7 octobre 2016, le label « Maisons des Illustres », attribué par le ministère de la Culture et de la Communication, en hommage au peintre Henri de Toulouse-Lautrec. Outre la visite, les réceptions, expositions et concerts (9 000 visiteurs par an), le château s'est spécialisé dans l'œnotourisme. La maison Darroze y a ouvert un restaurant en 2018.

## Architecture
Le château s'organise autour d'une cour carrée, aujourd'hui plantée d'une pelouse hexagonale. On y accède par deux poternes opposées, munies de crénelages XIXe. L'aile principale à l'Ouest, de style Renaissance (fenêtres à meneaux),  comporte en son milieu une tour rectangulaire, et deux tours rondes aux extrémités. Les autres ailes (d'anciens communs) ont été rénovées « dans un style contemporain et épuré ».
L'intérieur du logis offre une enfilade de salons, dont plusieurs sont ornés de curieux plafond à caissons et de cheminées monumentales, et des chambres meublées, notamment les anciens appartements du peintre et de sa mère, et la chambre où il mourut.

## Le vignoble
Le vignoble de Malromé couvre une superficie de quarante deux hectares, situés sur des coteaux argilo-graveleux. Ses vignes sont cultivées depuis cinq siècles. Les chais ont été entièrement restaurés depuis 2013. Les vins bénéficient de l'appellation « Bordeaux » et « Bordeaux supérieur ».
Le nom de Malromé est homonyme de celui du ruisseau de Malromé et d'un lieu-dit situé à Saint-Jean-de-Duras, traversé par ce même ruisseau, qui pourrait avoir un lien avec une seigneurie de « Malleroumex », citée par Guy Aldonce Ier de Durfort comme voisine au levant de la sienne à Duras.